# 청자 퇴화점문 나한좌상
청자 퇴화점문 나한좌상(靑磁 堆花點紋 羅漢坐像)은 퇴화기법을 사용한, 고려청자 나한 좌상이다. 1974년 7월 9일 대한민국의 국보 제173호로 지정되었다.
암반 위에 작은 경상을 두고 그 위에 두 팔을 얹고 앉아 있는 나한의 모습이다. 나한의 이맛살과 옷 주름이 정교하게 음각으로 표현하였으며 눈썹ㆍ눈동자ㆍ머리ㆍ옷 등은 철채로 표현하였으며, 의복의 주름에는 백색의 퇴점을 찍어 장식하였다.
유약은 뭉친 곳은 녹색이 짙으나, 얇은 곳은 투명하며, 저부 일부는 산화되어 변색되어 있다. 나한상의 내부는 비어 있으며, 바닥에는 점토가 섞인 내화토 받침으로 받쳐 구운 자국이 6곳에 남아 있다.
1950년대에 강화도 국화리에서 6조각으로 파손된 채로 출토한 것을 복원 수리한 것으로, 고려 13세기 전반 부안 유천리요에서 제작한 것으로 추정된다. 이 나한상처럼 개성 있는 인물 표현에 철채와 퇴화기법을 사용한 뛰어난 작품으로 그 예가 드물다.

## 같이 보기
- 고려청자

## 참고 자료
- 청자 퇴화점문 나한좌상 - 국가유산청 국가유산포털

 본 문서에는 서울특별시에서 지식공유 프로젝트를 통해 퍼블릭 도메인으로 공개한 저작물을 기초로 작성된 내용이 포함되어 있습니다.